# Milchpermeat
Milchpermeat ist eine Flüssigkeit, die beim Entzug von Fetten und Proteinen aus Milch entsteht.
Die zurückbleibende wässrige Flüssigkeit enthält noch Mineralstoffe, Vitamine, Milchzucker und einen Teil der Molkenproteine der Milch.
Die Milcherzeugnisverordnung definiert Milchpermeat als „das Erzeugnis, das durch Entzug von Milcheiweißen und Milchfett aus Milch, teilentrahmter Milch oder Magermilch mit Hilfe der Ultrafiltration entsteht“. Laut der Verbraucherzentrale Bayern können Produkte, die  Milchpermeat enthalten, ohne Bedenken verzehrt werden.

## Verwendung

### Lebensmittelindustrie
Milchpermeat ist zur Geschmacksverbesserung häufig in industriell hergestelltem Ayran enthalten, bei dem es nur den Wasseranteil, nicht aber den Joghurt ersetzen darf.
Aufgrund seines Geschmacks wird Milchpermeat auch in Milchmisch- und Molkegetränken verwendet. Weiterhin wird es in der Lebensmittelindustrie als Füllmittel für Bäckereierzeugnisse, Schokolade, Eis und Desserts verarbeitet.

### Tierfutterindustrie
Getrocknetes, konzentriertes Milchpermeat wird als Tierfutter verwendet. Es wird zum Beispiel als Füllmittel bei Milchaustauschern für Kälber und als Schweinefutter benutzt.